# Верховный суд Беларуси
Верховный суд Республики Беларусь (бел. Вярхоўны суд Рэспублікі Беларусь) — главный суд Республики Беларусь по гражданским, уголовным, административным, экономическим делам, осуществляет надзор за судебной деятельностью судов общей юрисдикции, реализует иные полномочия в соответствии с законодательными актами. Возглавляет систему судов общей юрисдикции.

## История
После распада СССР и провозглашения в 1991 году Республики Беларусь суверенным государством, закрепившим в Конституции принцип разделения властей, возникла необходимость в организации самостоятельной и независимой судебной власти. Самым первым документом, который определил дальнейшее развитие судебной системы, стала Концепция судебно-правовой реформы, утверждённая Верховным Советом Республики Беларусь 23 апреля 1992 года. Концепция задала стратегическое направление по формированию институтов судебной власти как неотъемлемой части правового государства. Большая часть Концепции по итогу не реализовывались в первозданном виде. Закон «О судоустройстве и статусе судей», который был принят в январе 1995 года, был ещё в значительной степени ориентирован на Концепцию. Но уже в 1996 году в новой редакции Конституции были изменены подходы к построению судебной системы, которые обеспечили её единство. В состав судебной власти был включён Конституционный суд Республики Беларусь.
Во время первого съезда судей значительно расширялась судебная юрисдикция. Остро стояла проблема материально-технического обеспечения судов. Ситуация на тот момент требовала комплексного рассмотрения и поиска путей решения многих накопившихся проблем. Именно поэтому Александр Лукашенко принял решение поддержать предложение председателей Верховного, Высшего Хозяйственного и Конституционного судов о созыве 5 декабря 1997 года первого съезда судей Республики Беларусь. Съездом был принят «Кодекс чести судьи Республики Беларусь». В нём были прописаны нормы, определяющие поведение судьи, пределы действия кодекса, правила поведения, обеспечивающие независимость, объективность и беспристрастность судьи, культура общения судьи, внеслужебная деятельность судьи, недопустимость использования судьёй своего служебного положения вопреки требованиям Конституции Республики Беларусь, ограничения участия судьи в политической деятельности, обязанность судьи по повышению своей профессиональной квалификации, этика судьи в судебном заседании, обязанности судьи перед судейским сообществом, обязанность судьи по сохранению профессиональной тайны, право судьи на проверку его заявлений, ответственность судьи перед законом. Было принято решение о создании при БГУ Института переподготовки и повышения квалификации судей, работников прокуратуры, судов и учреждений юстиции. Судьи, начальники и руководство активно принимали участие в передаче своих знаний ученикам. По итогам первого съезда было стимулировано активное развитие законодательной базы, была увеличена численность судейского корпуса, приняты различные меры.
23 декабря 1999 года было принято постановление Пленума «О повышении культуры судебной деятельности и улучшении организации судебных процессов». Ознакомиться с постановлением можно здесь.
21 февраля 2002 года состоялся второй съезд судей. На нём был принят курс на дальнейшее укрепление судебной системы, способной обеспечивать эффективную защиту прав и свобод граждан, конструктивное взаимодействие с органами законодательной и исполнительной власти. На съезде обсуждалась недопустимость формально-бюрократического подхода к рассмотрению заявлений граждан и юридических лиц, необходимость сократить сроки рассмотрения дел, обеспечить исполнение судебных решений. Съезд признал необходимым принять новый комплексный законодательный акт о судоустройстве и статусе судей, перейти к более эффективному и действенному механизму пересмотра принятых по первой инстанции решений путём введения апелляционного производства, ускорить принятие новых ПИКоАП и КоАП.
25 марта 2008 года состоялось расширенное совещание судей и руководителей с участием Александра Лукашенко. На нём был сделан принципиальный анализ развития судебной системы за период, определены приоритетные задачи на следующем этапе развития судебной системы.
3 июня 2011 года состоялось совещание у главы государства по вопросам совершенствования деятельности общих судов с участием высших должностных лиц государства, руководителей судов всех уровней. По его итогам Президент своим Указом от 10 октября 2011 года № 454 утвердил Послание о мерах по совершенствованию деятельности судов общей юрисдикции Республики Беларусь.
29 ноября 2013 года был принят Декрет Президента Республики Беларусь № 6 «О совершенствовании судебной системы Республики Беларусь». Он был принят в целях совершенствования судебной системы Республики Беларусь, обеспечения единства судебной практики, повышения качества осуществления правосудия, дальнейшего развития специализации судов и судей при рассмотрении дел, улучшения материально-технического и кадрового обеспечения судов и в соответствии с частью третьей статьи 101 Конституции Республики Беларусь.
1 июля 2014 года была упразднена Военная коллегия Верховного Суда.
В целях совершенствования положений Кодекса о судоустройстве и статусе судей был разработан и принят Закон Республики Беларусь от 22 декабря 2016 года «О внесении изменений и дополнений в законы Республики Беларусь по вопросам судоустройства и судопроизводства». 14 января 2017 года он был опубликован. Сам кодекс вступил в силу 24 января 2017 года. Данный кодекс закрепил на законодательном уровне основы судоустройства.

## Здание Верховного суда
Раньше на месте суда находился летний цирк, потом пустырь использовался как автостоянка. В октябре 2016-го началась активная стройка здания. Архитектором здания является Владимир Архангельский. Фасад, как и у Дворца Независимости, выполнен из стекла и натурального камня, а в отделке использован национальный орнамент. Увенчивают храм правосудия государственные символы — герб и флаг. По данным БелСата, герб и надпись «Вярхоўны суд Рэспублікі Беларусь» обошлись государству примерно в 112 тысяч долларов США. 5 апреля 2019 года здание было открыто. Александр Лукашенко 5 апреля 2019 года принял участие в торжественной церемонии открытия нового здания. Президент отметил, что открытие здания знаково не только для судебной системы, но и для всей страны.

И дело не только в здании, хотя оно получилось современным, функциональным. Оно символизирует авторитет судебной власти. Таким и должен быть дворец правосудия. Создание этого центра (я специально называю его центром) говорит о том, что мы раз и навсегда в своё время взяли курс на суверенитет и независимость нашего государства. И в этом государстве должны быть не только хорошо функционирующие ветви власти, но и нормальные символы каждой власти— сказал Александр Лукашенко
Также Президент рассказал, что несколько раз отклонял проекты нового здания Верховного суда. Вся мебель, а также паркет — белорусских производителей. Площадь здания ужалась с 21 тыс. м² до 17,5 тыс. м². Так удалось выйти на определённую экономию. В парадной зоне здания посетителей встречает белоснежная статуя богини правосудия, символизирующая беспристрастие. Вокруг — золотые восточные узоры, а также многометровые цветные витражи. В середине здания расположен зал Пленума на 110 мест. Помещение выполнено в форме овала, без острых углов. На стенах представлены государственный герб и гербы всех областей и Минска. Также на первом этаже размещён актовый зал на 374 места, зал президиума на 43 места, предусмотрены кабинеты. На втором — пятом этаже расположены рабочие кабинеты, 16 залов судебных заседаний, зал приёма делегаций, технологические и инженерные помещения, библиотека. Объект обеспечен современным аппаратно-программным комплексом. Согласно приложению к инвестиционной программе Минска на 2019 год, на начала этого года на строительство израсходовано 109,48 миллиона белорусских рублей. Все указатели, а также именные таблички, выполнены на белорусском языке. Остаток составляет 56,68 миллиона белорусских рублей. Рядом со зданием присутствуют парковка и фонтан. Здание Верховного суда стало объектом года в столице (2020).
До постройки нынешнего здания Верховный суд располагался сразу в двух зданиях (на ул. Ленина, 28 и Володарского, 8).
Рядом со зданием протекает река Свислочь. Через дорогу расположен Дворец Независимости. Неподалёку находится аквапарк Dreamland.

## Полномочия
- рассматривает в пределах своей компетенции дела в качестве суда первой инстанции, в кассационном порядке, в порядке надзора и по вновь открывшимся обстоятельствам, а также жалобы (протесты) на постановления областных (Минского городского) судов и постановления экономических судов областей (города Минска) по делам об административных правонарушениях;
- рассматривает в соответствии с законодательными актами в пределах своей компетенции дела в апелляционном порядке;
- вносит в Конституционный Суд Республики Беларусь предложения о даче заключений в соответствии с частью второй статьи 112 и частью четвёртой статьи 116 Конституции Республики Беларусь;
- изучает и обобщает судебную практику, ведёт и анализирует судебную статистику судов общей юрисдикции и даёт разъяснения по вопросам применения законодательства;
- осуществляет контроль за исполнением нижестоящими судами постановлений Пленума Верховного Суда Республики Беларусь;
- оказывает помощь судьям судов общей юрисдикции по применению законодательства;
- разрабатывает предложения о совершенствовании законодательства;
- изучает деятельность судов общей юрисдикции, заслушивает информацию председателей, первых заместителей, заместителей председателей и судей судов общей юрисдикции о деятельности соответствующих судов;
- осуществляет организационное, материально-техническое и кадровое обеспечение деятельности судов общей юрисдикции, а также организационное и материально-техническое обеспечение органов судейского сообщества;
- решает в пределах своей компетенции вопросы, вытекающие из международных договоров Республики Беларусь, а также вопросы сотрудничества с судами иностранных государств, иностранными и международными организациями;
- осуществляет иные полномочия в соответствии с настоящим Кодексом и иными законодательными актами.

## Состав
Верховный Суд Республики Беларусь состоит из:
- Председателя суда;

- первого заместителя председателя;
- заместителей председателя;
- судей Верховного Суда Республики Беларусь

и действует в составе:
- судебной коллегии по гражданским делам Верховного Суда Республики Беларусь;
- судебной коллегии по уголовным делам Верховного Суда Республики Беларусь;
- судебной коллегии по экономическим делам;
- судебной коллегии по делам интеллектуальной собственности Верховного Суда Республики Беларусь;
- Президиума Верховного Суда Республики Беларусь;
- Пленума Верховного Суда Республики Беларусь.

## Руководство
Председатель суда — Валентин Олегович Сукало (род. 1942). В должности с января 1997 года.
- Первый заместитель председателя суда — Валерий Леонидович Калинкович (род. 1967)[21]. В должности с апреля 2015 года[22][23].
- Заместитель Председателя, председатель судебной коллегии по уголовным делам Верховного Суда Республики Беларусь — Сергей Вадимович Кондратьев (род. 1970)[24]. В должности с 14 мая 2020 года[25].
- Заместитель Председателя, председатель судебной коллегии по гражданским делам Верховного Суда Республики Беларусь — Андрей Александрович Забара (род. 1966)[26]. В должности с июня 2010 года[27].
- Заместитель Председателя, председатель судебной коллегии по делам интеллектуальной собственности Верховного Суда Республики Беларусь — Жанна Борисовна Шкурдюк (род. 1955)[28]. В должности с 2003 года.
- Заместитель Председателя, председатель судебной коллегии по экономическим делам Верховного Суда Республики Беларусь — Юрий Викторович Кобец (род. 1970)[29]. В должности с 5 марта 2018 года[30].

### Бывшие председатели Верховного суда
- Владимир Сергеевич Каравай (род. 1936). В должности был с ноября 1988 по 4 января 1997 года[31].

## Президиум Верховного Суда Республики Беларусь
Президиум Верховного суда Республики Беларусь образуется в составе Председателя Верховного суда, первого заместителя, заместителей Председателя и судей в количестве, установленном Президентом Республики Беларусь по представлению Председателя Верховного суда. По приглашению Председателя Верховного суда в заседании Президиума могут принимать участие судьи и работники аппаратов судов общей юрисдикции, а также иные лица. Постановления Президиума Верховного суда принимаются открытым голосованием большинством голосов присутствующих на заседании членов Президиума Верховного суд и подписываются председательствующим в заседании. Члены Президиума не вправе воздерживаться от голосования при принятии решений. Заседания Президиума проводятся по мере необходимости. Заседание Президиума считается правомочным при наличии большинства членов президиума.

### Руководство
Председатель Президиума Верховного Суда Республики Беларусь — Эдуард Валерьевич Касперович (род. 1970). В должности с 4 февраля 2019 года.
- Первый Заместитель Председателя Президиума Верховного Суда Республики Беларусь — Валентин Алексеевич Вердыш (род. 1977). В должности с ноября 2017 года[32].

### Компетенция
- рассматривает в пределах своей компетенции в порядке надзора и по вновь открывшимся обстоятельствам гражданские, уголовные и экономические дела;
- рассматривает материалы изучения и обобщения судебной практики и судебной статистики, а также проекты постановлений, выносимые на рассмотрение Пленума Верховного Суда Республики Беларусь;
- рассматривает ходатайства о внесении предложений в Конституционный Суд Республики Беларусь о проверке конституционности нормативных правовых актов и в случае признания их обоснованными в десятидневный срок со дня принятия соответствующих решений обращается в Конституционный Суд Республики Беларусь с предложениями о даче заключений в соответствии с частью второй статьи 112 и частью четвёртой статьи 116 Конституции Республики Беларусь;
- рассматривает инициативные обращения в порядке, предусмотренном Президиумом Верховного Суда Республики Беларусь;
- рассматривает вопросы организации работы судебных коллегий, отдельных судей и аппарата Верховного Суда Республики Беларусь, председателей и судей нижестоящих судов;
- заслушивает председателей судебных коллегий Верховного Суда Республики Беларусь, председателей нижестоящих судов о деятельности соответственно судебных коллегий Верховного Суда Республики Беларусь, судов;
- рассматривает и утверждает резерв кадров на должности заместителей председателей, судей областных (Минского городского) судов, экономических судов областей (города Минска), председателей, заместителей председателей районных (городских), специализированных судов;
- рассматривает материалы о представлении к назначению на должности судей судов общей юрисдикции;
- осуществляет иные полномочия в соответствии с настоящим Кодексом и иными законодательными актами.
- По вопросам, отнесённым к его компетенции, Президиум Верховного Суда Республики Беларусь принимает постановления.

## Пленум Верховного Суда Республики Беларусь
Пленум Верховного суда созывается Председателем Верховного суда по мере необходимости, но не реже одного раза в три месяца. Пленум имеет право решать вопросы при наличии большинства его членов, а при рассмотрении гражданских и уголовных дел в порядке надзора или по вновь открывшимся обстоятельствам — не менее двух третей членов Пленума. Постановления Пленума Верховного суда принимаются открытым голосованием большинством голосов присутствующих на заседании членов Пленума. Члены Пленума не вправе воздерживаться от голосования при принятии решений. Постановления Пленума подписываются председательствующим в заседании и секретарём. Секретарь Пленума осуществляет организационную работу по подготовке заседаний, обеспечивает ведение протокола, а также проводит работу, необходимую для исполнения постановлений, принятых Пленумом.
В заседании Пленума в праве принимать участи следующие люди:
- Президент Республики Беларусь и его представители;
- Председатели палат Национального собрания Республики Беларусь и их заместители, а также по их поручению председатели постоянных комиссий палат Национального собрания Республики Беларусь;
- Премьер-министр Республики Беларусь и его заместители;
- Председатель Конституционного Суда Республики Беларусь и его заместитель;
- Генеральный прокурор Республики Беларусь и его заместители.

Секретарь Пленума Верховного Суда — Ирина Владимировна Тылец. В должности с 27 сентября 2018 года.

### Компетенция
- рассматривает в пределах своей компетенции в порядке надзора и по вновь открывшимся обстоятельствам гражданские, уголовные и экономические дела;
- рассматривает материалы обобщения судебной практики, судебной статистики и даёт в порядке судебного толкования общим судам разъяснения по вопросам применения законодательства;
- обеспечивает приведение постановлений Пленума Верховного Суда Республики Беларусь, признанных Конституционным Судом Республики Беларусь неконституционными, в соответствие с Конституцией Республики Беларусь, международно-правовыми актами, ратифицированными Республикой Беларусь, законами, декретами и указами Президента Республики Беларусь;
- рассматривает представления Председателя Верховного Суда Республики Беларусь о несоответствии постановлений Пленума Верховного Суда Республики Беларусь, содержащих разъяснения, законодательству;
- рассматривает вопросы о внесении предложений по совершенствованию законодательства;
- заслушивает председателей судебных коллегий Верховного Суда Республики Беларусь о деятельности возглавляемых ими судебных коллегий, сообщения председателей нижестоящих судов о практике применения судами законодательства, исполнения постановлений Пленума Верховного Суда Республики Беларусь по применению законодательства;
- избирает по представлению Председателя Верховного Суда Республики Беларусь из числа судей Верховного Суда Республики Беларусь секретаря Пленума Верховного Суда Республики Беларусь, который освобождается от исполнения обязанностей по основной должности;
- утверждает по представлению Председателя Верховного Суда Республики Беларусь Регламент Пленума Верховного Суда Республики Беларусь;
- избирает Высшую квалификационную коллегию судей Верховного Суда Республики Беларусь из числа судей Верховного Суда Республики Беларусь, представителей государственных органов, учёных-юристов, иных специалистов в области права, а также председателя и заместителя председателя Высшей квалификационной коллегии судей Верховного Суда Республики Беларусь из числа членов этой коллегии, заслушивает информацию о деятельности Высшей квалификационной коллегии судей Верховного Суда Республики Беларусь;
- утверждает порядок формирования и организации работы с резервом кадров на должности заместителей председателей, судей областных (Минского городского) судов, экономических судов областей (города Минска), председателей, заместителей председателей, судей районных (городских), специализированных судов;
- осуществляет иные полномочия в соответствии с законодательными актами.

## Судебные коллегии Верховного Суда
Судебные коллегии Верховного Суда Республики Беларусь комплектуются из числа судей Верховного Суда Республики Беларусь и утверждаются Пленумом Верховного Суда Республики Беларусь. Судьи судебной коллегии единолично рассматривают в пределах своих полномочий дела в качестве суда первой инстанции и коллегиально — в кассационном порядке, в порядке надзора и по вновь открывшимся обстоятельствам, изучают и обобщают судебную практику, анализируют судебную статистику и осуществляют другие полномочия.

### Председатели судебных коллегий
- Председатель судебной коллегии по гражданским делам — Андрей Александрович Забара (род. 1966). В должности с июня 2010 года[35].
- Председатель судебной коллегии по экономическим делам — Юрий Викторович Кобец (род. 1970). В должности с 5 марта 2018 года[29].
- Председатель судебной коллегии по делам интеллектуальной собственности — Жанна Борисовна Шкурдюк (род. 1955). В должности с 2003 года[36].
- Председатель судебной коллегии по уголовным делам — Сергей Владимирович Кондратьев (род. 1970)[37].

## Политическое преследование оппонентов власти
27 августа 2021 года была ликвидирована ОО “Белоруссая ассоциация журналистов” Верховным судом по иску Минюста.
1 октября 2021 года Верховный суд ликвидировал старейшую литературную организацию Беларуси - ОО "«Союз белорусских писателей»".
19 июля 2022 года Верховный суд прекратил деятельность Свободного профсоюза Белорусского, Свободного профсоюза металлистов, Белорусского независимого профсоюза горняков, химиков, нефтепереработчиков, энергетиков, транспортников, строителей и других работников, Белорусского профсоюза работников радиоэлектронной промышленности, а также Ассоциации профсоюзов «Белорусский конгресс демократических профсоюзов».
23 июля 2022 года в Верховном суде рассказали как будут заочно судить “сбежавших из страны белорусов”. Таких людей собираются приглашать вернуться в страну и в случае отказа уведомят о вынесенном приговоре.
31 августа 2022 года Верховный суд признал организацию BYPOL и входящие в не структурные подразделения террористической.
21 марта 2023 года Верховный суд рассмотрел жалобы Дарьи Лосик и военного эксперта Егора Лебедка и оставил приговоры в силе.  После ареста Лебедка правозащитники признали его политзаключенным, а Лукашенко лишил звания старшего лейтенанта запаса.
24 марта 2023 года Верховный суд рассмотрел апелляцию по уголовному делу в отношении Александры Герасимени и Александра Опейкина и оставил приговор без изменения. Приговор «заочного суда», вынесенного ранее, вступил в законную силу.